# Long Island Sounds
I Long Island Sounds sono stati una franchigia di pallacanestro della EBA, con sede a Long Island, nello Stato di New York, attivi tra il 1975 e il 1976.
Nella loro unica stagione terminarono con un record di 8-15, non qualificandosi per i play-off. Scomparvero al termine del campionato.

## Stagioni
| Stagione | Lega | Denominazione      | V | P  | %    | Piazzamento | Play-off |
| -------- | ---- | ------------------ | - | -- | ---- | ----------- | -------- |
| 1975-76  | EBA  | Long Island Sounds | 8 | 15 | 34,8 | 5º          | -        |